# Alva, Hemse och Rone församling
Alva, Hemse och Rone församling är en församling i Sudrets pastorat i Sudertredingens kontrakt i Visby stift i Svenska kyrkan. Församlingen ligger i Gotlands kommun i Gotlands län.

## Administrativ historik
Församlingen bildades 2006 genom sammanslagning av Alva, Hemse och Rone församlingar, och församlingen utgjorde därefter ett eget pastorat. Från 2018 ingår församlingen i Sudrets pastorat.

## Kyrkor
- Alva kyrka
- Hemse kyrka
- Rone kyrka